# Wać
Wać – bogini sakralnej mowy 
w hinduizmie. Bywa określana królową bogów i żoną Pradźapatiego.
Wać, posłuszna woli Pradźapatiego, u początków wszystkiego przyobleka w formy pierwotne wody chaosu, kreując wszechświat w postaci obiektów mentalnych.
Pierwotny Purusza bywa zrównywany z Wać zarówno w Wedach, jak i literaturze powedyjskiej. Wskazuje się również na równość pomiędzy nią a atmanem. Para Purusza+Wać może być interpretowana jako imię i całościowa forma zarazem, którą Maryla Falk określa jako "androgyn powszechny".
Inne teksty wskazują, że – podobnie jak Purusza – rodzi się z "wód" i za sprawą bogów lub saptarszich dzieli się na cztery części. Wać w wedyzmie bywa utożsamiana z vajdią (widzeniem wieszczym - w sanskrycie wyraz vajdia zawiera dwugłoskę aj, będącą stopniem najwyższym w szeregu: vidja; veda; vajdia, ten najwyższy stopień jest przypisany właśnie do wiedzy wieszczów, stąd litewskie: wajdelota), zapewniając ryszim, władającym jej mocą, poznanie natury rzeczy.